# Vasilíai
Vasilíai är en ort i Grekland.   Den ligger i prefekturen Nomós Irakleíou och regionen Kreta, i den sydöstra delen av landet, 300 km söder om huvudstaden Aten. Vasilíai ligger 307 meter över havet och antalet invånare är 984.
Terrängen runt Vasilíai är kuperad åt sydost, men åt nordväst är den platt.Runt Vasilíai är det ganska tätbefolkat, med 230 invånare per kvadratkilometer. Närmaste större samhälle är Heraklion, 6,4 km norr om Vasilíai. Trakten runt Vasilíai består till största delen av jordbruksmark.